# 水注

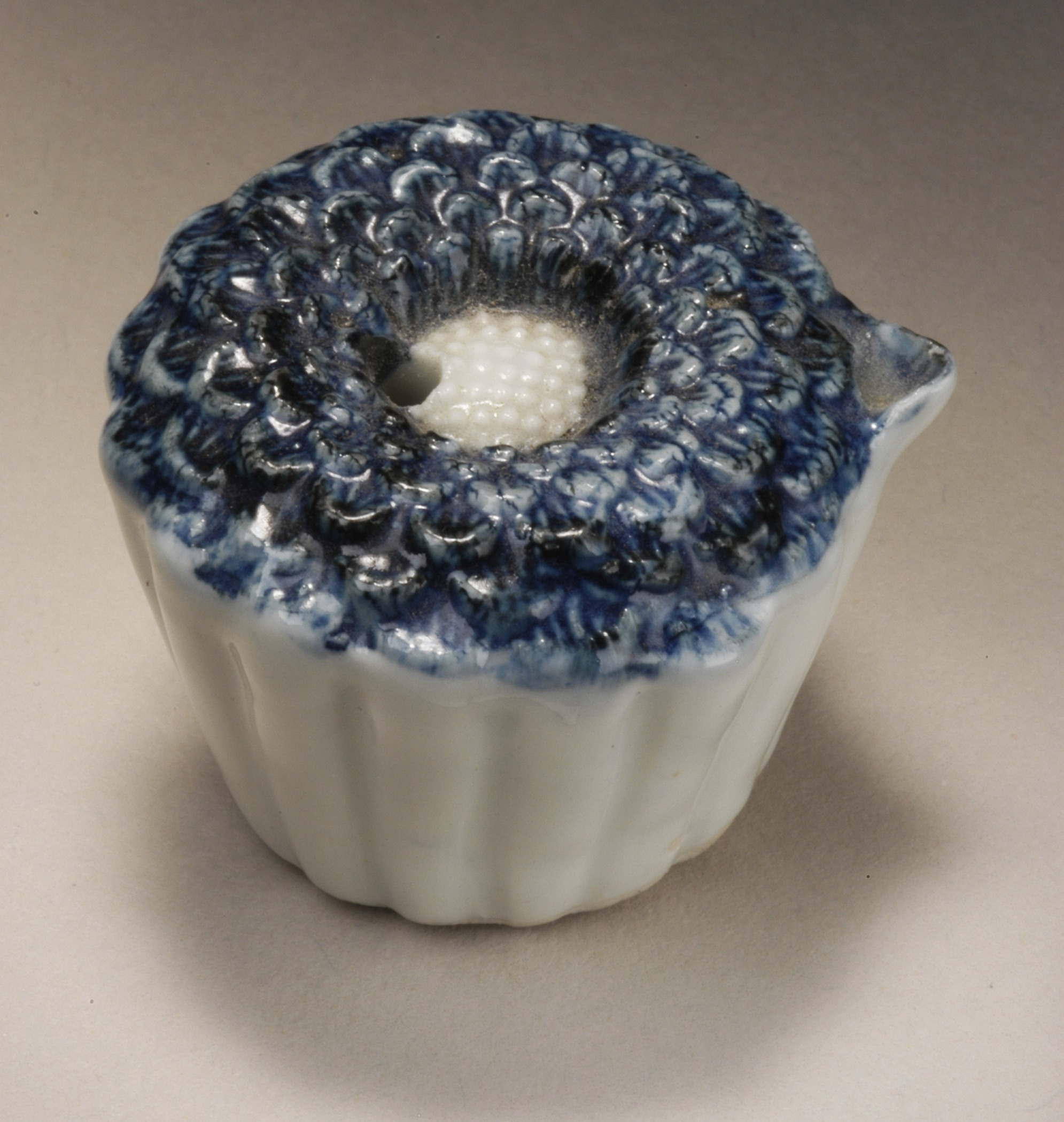
明治時代の水注

水注（すいちゅう、みずつぎ）は、茶道、煎茶道または書道で使用される、水をつぎ足すための道具。茶道と煎茶道とでは使われ方がわずかに異なる。
英語で jug（ジャグ）と呼ばれる。

## 茶道の水注
「水次ぎ」ともいわれる。

### 形状
茶道の水注は、流派によって多少の差異はあるものの、次の2種に大別される。
- 水注型
陶磁器製で胴部後ろに取っ手がある一種のポット状の形である。
- やかん型
金属製。

### 使用法
これまた流派や手前によって異同があるが、お手前の最後のほうで水屋から持ち出し、水指に水をつぎ足すのが主な役割である。

## 煎茶道の水注
流派によって「水罐」「水指」「水灌」「水次」「水滴」「注子」などの読み方がある。

### 形状
大きく分けて
- 後手式：胴部の後ろに持ち手が付いた物
- 上手式（提梁式）：やかんのように胴体の上に取っ手が付いた物
  - 割手式：持ち手部のみが2本の金属線の物

に分けられる。ただし、金属製の物はほとんどなく、陶磁器製で、華やかな形や絵柄の物が多いようである。
中国渡来の伝世品が珍重されるのは、他の煎茶道具と同様である。
茶道の水注はあまりバラエティに富んでいないのに対し、煎茶道のそれは「瓜式」「筒式」「四方式」「桃型」など形状は多種多様である。明・清ではもともと酒器だった物を転用したといわれ、目立って派手な物が多い。

### 使用法
流派や手前によって異同があるが、
- やかん、ボーフラに水を足す
- 手前の最初の方で、茶碗、急須、湯冷ましを清めるために水を注ぐ
- 夏場は茶碗、急須を冷やすための水を注ぐ

など、手前の中で大きな役割を果たしている。華やかな形状の品が多いのは、登場場面が多く、目立つ道具だからと考えられる。

## 書道の水注
墨をする際に硯に注ぐ水を入れておくための小さな器。
小さいものを「水滴（すいてき）」、やや大きめのものを｢水注（すいちゅう）｣、水をすくう匙を備えたものを｢水盂（すいう）｣と区別して呼ぶことがある。